# Зитрон, Леон
Леон Зитрон (фр. Léon Zitrone; 25 ноября 1914, Петроград — 25 ноября 1995, Париж) — французский актёр, журналист, телеведущий, радиокомментатор.

## Биография
В шестилетнем возрасте вместе с семьей эмигрировал во Францию. Свободно говорил на русском, французском, немецком, английском языках. Образование получил в парижской школе журналистики.
Участник Второй мировой войны.
С 1948 года работал на французском радио и телевидении (RTF), с 1959 года — в отделе телевидения, в 1961—1975 годах был ведущим новостей. Комментировал шесть гонок «Тур де Франс», восемь Олимпийских игр, четыре песенных конкурса «Евровидения». В 1962 году создал вместе с Гаем Люксом телевизионный проект «Intervilles».
Сотрудничал с Жаном-Пьером Элькабахом.
С конца 1950-х годов снимался в кино. Сыграл в 26 фильмах.
Умер от внутримозгового кровоизлияния. Похоронен на кладбище Леваллуа-Перре.
Входит в список самых выдающихся французов.